# Catocala barnsi
Catocala barnsi là một loài bướm đêm trong họ Erebidae.